# 鲁道夫·奥格斯坦

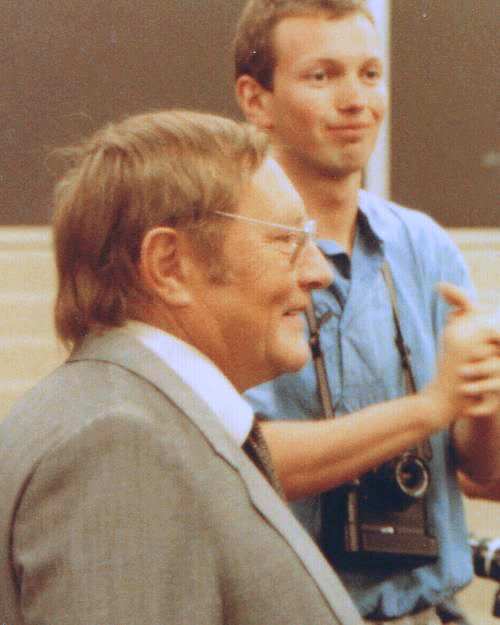
Rudolf Augstein (1985)

鲁道夫·奥格斯坦（Rudolf Karl Augstein，1923年11月5日—2002年11月7日），生于汉诺威，逝于汉堡。他是德国新闻从业员、出版家，《明镜》周刊创始人。

## 早年生涯
奥格斯坦出生在汉诺威一个富裕的天主教家庭。其父弗里德里希·奥格斯坦（Friedrich Augstein）曾是照像机厂的企业主和商人。其母格特鲁德·玛丽亚·奥格斯坦（Gertrude Maria Augstein）共生下五女二男。鲁道夫排行最末。奥格斯坦九岁时，纳粹党在德国掌权。1941年中学毕业后，奥古斯坦在汉诺威一家当地报纸做学徒记者。1942年起，他被征入伍，作为报话员参加二战。战争末期他还作过炮兵勘察员，军衔至少尉。1945年4月获颁二等铁十字勋章。

## 创办《明镜》
二战结束后，奥格斯坦和摄影师罗曼·施特普卡（Roman Stempka）以及编辑格哈特·R·巴什（Gerhard R. Barsch）一起从英国人手中接管了一份名为《本周》（Diese Woche）的周刊。这本杂志是按照英国《新闻评论》（News Review）和美国《时代周刊》的模式发展出来的。奥格斯坦等人延用了该形式，并将其改名为《明镜》。1947年1月4日，第一期《明镜》出版。此时的奥格斯坦才年满23岁。

## “明镜高悬”
联邦德国建立之后，新确立的民主、自由和法治的社会秩序还不成熟。《明镜》这一针对时政的新闻刊物在揭露腐败，监督政府和保障人民知情权上贡献颇丰，成为“独立于政客外的良心”。战后西德的多起政坛地震，震源都在《明镜》。鲁道夫·奥格斯坦也因此几次惹祸上身。1949年奥格斯坦第一次被法庭传唤，因为他在《明镜》的报导中揭露了石勒苏益格-荷尔斯泰因州前农业部长在家中囤积肉罐头被搜出的丑闻。在接二连三的报导联邦政府涉嫌腐败的行为之后，奥格斯坦和其他七名《明镜》的编辑在1962年10月26日因叛国罪的嫌疑被逮捕，逮捕令是在当时联邦国防部长的弗朗茨·约瑟夫·施特劳斯的授意下发出的，该事件被称为“明镜事件”。奥格斯坦等人的被捕激起了社会各界强烈的反响。在经历103天拘留调查之后，奥格斯坦于1963年2月获释。此风波对当时德国的政坛也有很大影响，为此身陷困境的国防部长施特劳斯退出了联邦政坛。开国总理阿登纳的统治也走到终点。在奥格斯坦获释的同年，阿登纳交班给路德维希·艾哈德，结束了14年的德國总理生涯。

## 风波之后
从1968年到1980年，奥格斯坦先后出版了几本书。在1972年和1973年代表德国自由民主党（FDP）出任联邦参议院议员。1974年奥格斯坦把对《明镜》百分之五十的所有权送给杂志的同事。1988年他与时任苏联共产党总书记的戈尔巴乔夫进行了关于“新思维”政策的访谈。1989年11月9日，在柏林墙即将倒塌之时，《明镜》总编埃里希·波梅（Erich Böhme）写了一篇名为《我为什么不希望统一》的评论。奥格斯坦立刻表态，和波梅的立场保持距离。尽管他一贯都对德国基督教民主联盟的政客有很多攻击，奥格斯坦还是在1990年两德统一之前以题为《祝福总理》的评论向赫尔穆特·科尔的历史功绩表示认同和敬意。1998年奥格斯坦宣布在2003年之后将不参与《明镜》的任何事务。2002年8月26日他在《明镜》上发表了最后一篇评论，内容是关于美国的伊拉克政策。
2002年11月7日，奥格斯坦因肺炎病逝于汉堡。12天后，下葬于北海上的西尔特岛。
奥格斯坦生前对宗教曾持批判态度，1968年在他虔诚的母亲去世后，他退出了天主教会，成为了一名人本主义者，并于千年之交时写文表示：“教会在21世纪将失去所有影响”。尽管如此，2002年11月25日，汉堡的米歇尔教堂还是为他举行了宗教悼念活动。

## 私生活
奥格斯坦先后四次离婚。在五段婚姻里共育有四个子女。女儿弗兰西丝卡（Franziska）是《南德意志报》的记者，儿子雅可布（Jakob）是出版商和《时代周报》（Die Zeit）的特约撰稿人。长女玛丽亚·萨比娜（Maria Sabine）是律师，积极参与同性恋者和变性人的维权活动。他最小的儿子尤利安（Julian）是画家和经济学家。

## 荣誉奖励
- 1945年 二等铁十字勋章
- 1983年 英国巴斯大学荣誉博士
- 1987年 德国伍泊塔尔大学荣誉博士
- 1997年 联邦大十字勋章
- 1999年 莫斯科外交学院荣誉博士
- 2000年 波士顿国际新闻研究所授予的“世界新闻自由英雄”称号
- 2000年 上百位记者选出的“世纪记者”称号
- 2001年 法兰克福保罗教堂的“路德维希·波尔内”奖（Ludwig-Börne-Preis）

## 出版著作
- 《普鲁士的腓特烈与德意志人》，1968年
- 《人子耶稣》, 1972年
- 《“巨人”施特劳斯先生—〈明镜〉人物》(出版人), 1980年